# Ляндсберг, Артур Мечиславович
Артур Мечиславович Ляндзберг (Ляндсберг) (1905—1963) — советский театральный художник, оформитель, дизайнер.

## Биография
Окончил Великолукское реальное училище. Азам живописного мастерства обучался вместе с будущим художником В. А. Сулимо-Самуйлло у С. В. Ганкевича в Великих Луках. В 1924—1927 гг. занимался в театральной мастерской М. П. Бобышова в Ленинградском государственном художественно-промышленном техникуме, посещал также занятия Павла Николаевича Филонова.
В 1920-е гг. придерживался направления аналитического искусства, был последователем экспериментальных установок авангарда. Автор многих проектов декоративного оформления Ленинграда к различным праздникам. Занимался созданием подвижных скульптур-игрушек. Одним из первых в СССР использовал органическое стекло в качестве материала для создания произведений декоративно-прикладного искусства.
Карьеру театрального художника начал в 1927 г., приняв участие в оформлении спектакля «Ревизор» Н. В. Гоголя на сцене театра Дома печати, который располагался в Шуваловском дворце. Ляндзберг создал к спектаклю эскиз декорации ко второму действию и 6 эскизов костюмов. Будучи членом объединения «Коллектив Мастеров аналитического искусства. Школа Филонова», принимал участие в экспозициях: «Выставка картин и скульптуры. „Современные ленинградские художественные группировки“» (1928—1929), «1-я Общегородская выставка изобразительных искусств».
В 1930 г. коллектив МАИ раскололся по идеологическим причинам, после чего Ляндзберг работал в бригаде оформителей экспозиции Музея истории города. В 1933 г. стал художником-конструктором Театра на воде в ЦПКиО им. С. М. Кирова, в 1940 г. — главным художником.
В послевоенное время был художником-декоратором Кукольного театра сказки при Доме пионеров и школьников Фрунзенского района Ленинграда, экспериментируя с новыми конструкциями и материалами.
В 1948—1950 гг. работал в Управлении архитектурно-художественных мастерских «Ленизо», входил в объединённые бригады художников по праздничному оформлению Ленинграда.
В 1949—1950 гг. принимал участие в работе над экспозицией Военно-морского музея, а также Карело-финского павильона на ВСХВ в Москве.
В 1965 г. состоялась персональная выставка художника в залах ЛОСХ.
С 6 октября 2023 г. по 22 января 2024 г. работы Ляндзберга были представлены на выставке «Школа Филонова» в Мраморном дворце Русского музея.
Часть работ художника находится в Санкт-Петербургском музее театрального и музыкального искусства.

## Семья
Супруга — одна из основательниц Кукольного театра сказки актриса Ольга Павловна Ляндзберг.